# Mother India
Mother India é um filme épico de melodrama produzido em 1957 pela Bollywood. Dirigido por Mehboob Khan, é protagonizado por Nargis, Sunil Dutt, Rajendra Kumar e Raaj Kumar. Um remake do filme anterior de Khan, Aurat (1940), é a história de uma mulher pobre da aldeia chamada Radha (Nargis), que na ausência do marido, luta para criar seus filhos e sobreviver contra um agiota astuto em meio a muitos problemas.
O filme foi uma das produções indianas mais caras e arrecadou a maior receita para qualquer filme indiano na época. Ajustado pela inflação, Mother India ainda está entre os maiores sucessos de bilheteria indianos de todos os tempos. Foi lançado na Índia em meio a alarde em outubro de 1957 e teve várias exibições de alto nível, incluindo uma na capital, Nova Déli, com a presença do presidente e do primeiro-ministro do país. Mother India se tornou um clássico cultural definitivo e é considerado um dos melhores filmes do cinema indiano, além de ser um dos três filmes em hindi a ser incluído na lista de 1001 Filmes para Ver antes de Morrer. O filme ganhou o Certificado de Mérito da Índia de Melhor Longa-Metragem, o Prêmio de Melhor Filme do Filmfare Awards de 1957, e Nargis e Khan ganharam os prêmios de Melhor Atriz e Melhor Diretor, respectivamente. Também foi indicado ao Oscar de melhor filme estrangeiro, tornando-se o primeiro filme indiano a ser indicado.

## Elenco
- Nargis - Radha
- Sunil Dutt - Birju
- Rajendra Kumar - Ramu
- Raaj Kumar - Shamu
- Kanhaiyalal - Sukhilala "Lala"
- Jilloo Maa - Sundar-Chachi
- Kumkum - Champa
- Chanchal - Rupa
- Sheela Naik - Kamala
- Mukri - Shambu
- Azra - Chandra
- Sajid Khan - Birju (jovem)
- Surendra - Ramu (jovem)

## Temática

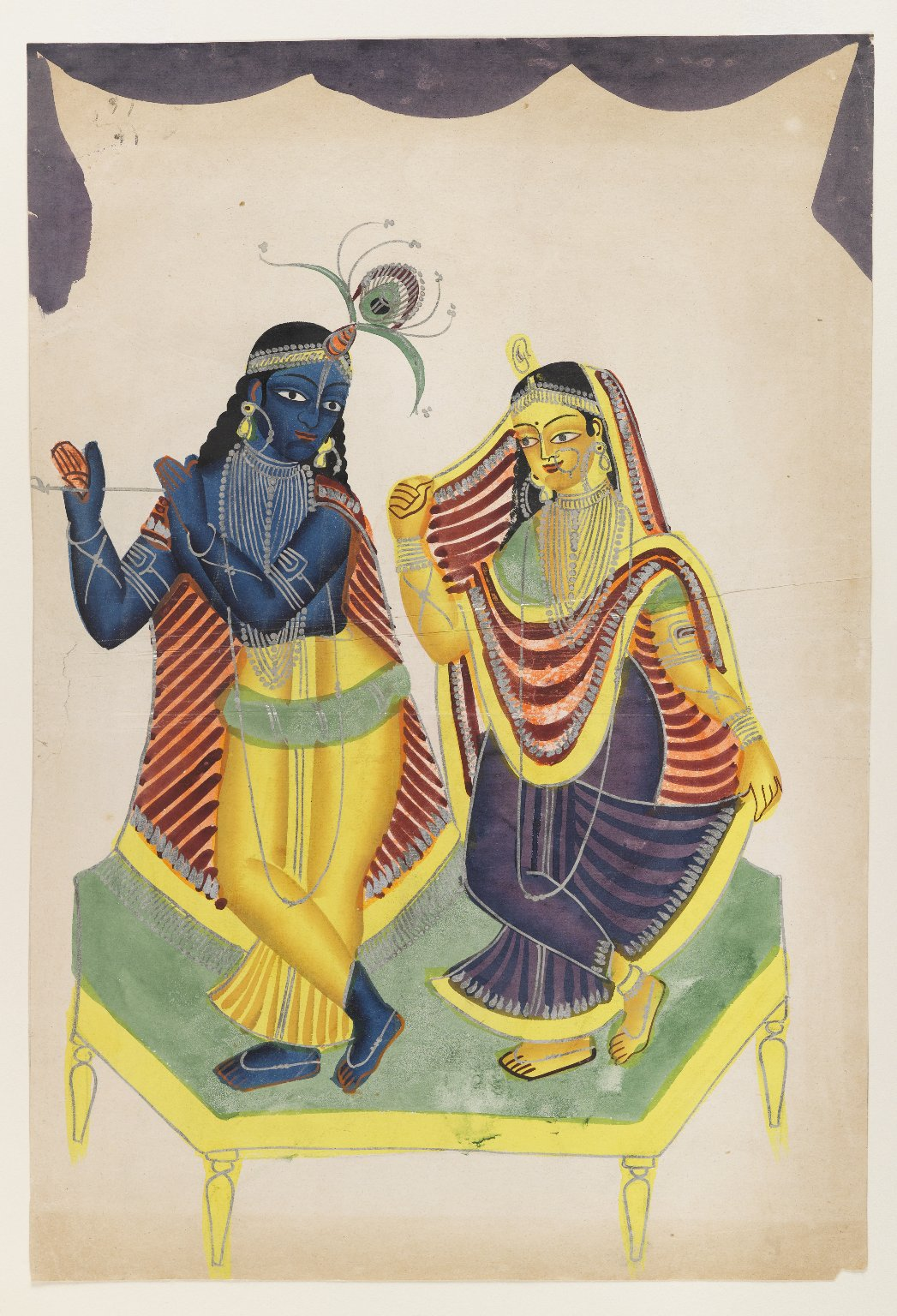
Na mitologia hindu, Radha é amante do deus Krishna. Estudiosos notam que a personagem Radha no filme personifica o amor e o romance da mitológica.

Vários autores identificaram a personagem Radha com a deusa da mitologia hindu (a amante do deus Krishna, personificando o amor e o romance), Sita (a heroína divina do Ramayana, personificando o alto valor moral), Savitri (representando a grande moralidade e lealdade ao marido), Draupadi (personificando o dever e a moralidade), Dharti-mata (a deusa mãe) e Lakshmi (deusa da prosperidade). Além dessas, a personagem de Radha assemelha-se com deusas guerreiras, tais como Durga e Kali. Estudiosos de cinema têm comparado a boa educação e obediência do filho Ramu com o deus Rama do épico Ramayana e o bandido romântico Birju com o deus Krishna, conhecido por suas transgressões. Shamu (outro nome para Krishna), marido de Radha que a abandonou, também é comparado com Krishna, que deixou sua amante. O título Mother India e a personagem de Radha são descritos como alusões não só para a deusa da mãe hindu, mas também para Bharat Mata (literalmente, em inglês, "Mother India), a personificação nacional da Índia, geralmente representada como uma deusa hindu.

## Música
| N.º            | Título                                 | Cantor(es)                                            | Duração |  |
| 1.             | "Chundariya Katati Jaye"               | Manna Dey                                             | 3:15    |  |
| 2.             | "Nagari Nagari Dware Dware"            | Lata Mangeshkar                                       | 7:29    |  |
| 3.             | "Duniya Men Hum Aaye Hain"             | Lata Mangeshkar, Meena Mangeshkar, Usha Mangeshkar    | 3:36    |  |
| 4.             | "O Gaadiwale"                          | Shamshad Begum, Mohammed Rafi                         | 2:59    |  |
| 5.             | "Matwala Jiya Dole Piya"               | Lata Mangeshkar, Mohammed Rafi                        | 3:34    |  |
| 6.             | "Dukh Bhare Din Beete Re Bhaiya"       | Shamshad Begum, Mohammed Rafi, Manna Dey, Asha Bhosle | 3:09    |  |
| 7.             | "Holi Aayi Re Kanhai"                  | Shamshad Begum                                        | 2:51    |  |
| 8.             | "Pi Ke Ghar Aaj Pyari Dulhaniya Chali" | Shamshad Begum                                        | 3:19    |  |
| 9.             | "Ghunghat Nahin Kholoongi Saiyan"      | Lata Mangeshkar                                       | 3:10    |  |
| 10.            | "O Mere Lal Aaja"                      | Lata Mangeshkar                                       | 3:11    |  |
| 11.            | "O Janewalo Jao Na"                    | Lata Mangeshkar                                       | 2:33    |  |
| 12.            | "Na Main Bhagwan Hoon"                 | Mohammed Rafi                                         | 3:24    |  |
| Duração total: | Duração total:                         | Duração total:                                        | 42:30   |  |